# انتخابات مجلس شورای ملی (۱۳۳۵)
انتخابات پارلمانی دوره نوزدهم مجلس ایران در سال ۱۳۳۵ برگزار شد. در این انتخابات حزب ملیون با کسب ۷۱ کرسی از ۱۳۶ کرسی مجلس پیروز شد.
این انتخابات از بهمن ۱۳۳۴ آغاز شد، به دلیل سفر محمدرضا پهلوی به هند، به دلیل جلوگیری از هرگونه تشنج در غیاب شاه کشور، متوقف شد و ادامه آن به بعد از تعطیلات نوروزی ۱۳۳۵ موکول شد و تا اردیبهشت آن سال ادامه یافت.

## نتایج
| حزب                 | رای | % | کرسی |
| ------------------- | --- | - | ---- |
| حزب ملّیون           |     |   | ۷۱   |
| حزب مردم            |     |   | ۳۶   |
| مستقل               |     |   | ۲۰   |
| احزاب دیگر          |     |   | ۹    |
| رای های نامعتبر     |     | – | –    |
| مجموع               |     |   | ۱۳۶  |
| منبع: Nohlen et al. |     |   |      |